# 一二八纪念路
一二八纪念路是中華人民共和國上海市寶山區一條東西走向道路，西起共和新路，東至江楊南路。道路名稱來自於一二八事變。1936年2月，埋葬在一二八事變中陣亡的官兵的无名英雄纪念墓在廟行建成。同時還修築了前往墓園祭掃的道路一二八紀念路。